# Desbordes Ernő
Desbordes Ernő (Koronka, 1874. szeptember 13. – Dés, 1939. január 21.) magyar politikus, közíró.

## Életútja
Sajóudvarhelyi földbirtokos, Kolozsvárt végzett középiskolát, Budapesten jogot hallgatott, Magyaróváron gazdamérnöki diplomát szerzett. 1910 és 1918 között a dési kerület országgyűlési képviselője, később az OMP Szamos megyei szervezetének elnöke. A magyar bankérdekeltségekkel szembekerülve, ellenzéki akciót kezdeményezett, s az Országos Magyar Párti Ellenzék (OMPE) keretében átmenetileg kapcsolatba került a baloldallal. Magyarpárti egységbontás? c. írását az OMPE lapja, az Ellenzéki Közlöny 1933. május 23-i száma közölte.